# 한국방송학회
사단법인 한국방송학회(韓國放送學會, Korean Association for Broadcasting & Telecommunication Studies, KABS)는 방송에 관한 학문적 연구 및 교육, 국내외 관련기관과 협력 및 교류를 통하여 한국 방송의 올바른 위상을 정립하는 목적으로 1988년 9월 10일에 설립된 학술단체이다. 사무실은 서울특별시 양천구 목동동로233 한국방송회관 12층에 있다. 관련 분야의 연구발표회 및 강연회 개최, 학술지 및 학술 도서의 발행, 국내외 단체와의 교류 등을 활동하고 있다. 1990년에 창간된 학술지 《한국방송학보》를 발간하고 있다.

## 주요 사업
- 방송에 관한 학문적 활동과 방송 관련 교육
- 방송학 관련 연구발표회 및 강연회
- 방송 및 방송학의 학문적 발전을 위한 학술지 및 학술도서의 발행
- 방송학회와 목적을 같이 하는 국내외 단체와의 교류
- 방송 발전을 위한 교육 및 그 조성에 도움이 되는 활동
- 학회의 발전을 위한 기타 사업

## 역대 회장
| 대수   | 성명   | 소속             | 재직 기간     |
| ------ | ------ | ---------------- | ------------- |
| 제1대  | 김규   | 서강대학교       | 1988년~1989년 |
| 제2대  | 손용   | 중앙대학교       | 1989년~1990년 |
| 제3대  | 강현두 | 서울대학교       | 1990년~1991년 |
| 제4대  | 홍기선 | 고려대학교       | 1991년~1992년 |
| 제5대  | 김우룡 | 한국외국어대학교 | 1992년~1993년 |
| 제6대  | 김학천 | 건국대학교       | 1993년~1994년 |
| 제7대  | 강대인 | 계명대학교       | 1994년~1995년 |
| 제8대  | 이경자 | 경희대학교       | 1995년~1996년 |
| 제9대  | 유재천 | 한림대학교       | 1996년~1997년 |
| 제10대 | 오인환 | 연세대학교       | 1997년~1998년 |
| 제11대 | 추광영 | 서울대학교       | 1998년~1999년 |
| 제12대 | 김민남 | 동아대학교       | 1999년~2000년 |
| 제13대 | 김광옥 | 수원대학교       | 2000년~2001년 |
| 제14대 | 정대철 | 한양대학교       | 2001년~2002년 |
| 제15대 | 이효성 | 성균관대학교     | 2002년~2003년 |
| 제16대 | 김재범 | 한양대학교       | 2003년~2004년 |
| 제17대 | 변동현 | 서강대학교       | 2004년~2005년 |
| 제18대 | 이권영 | 광주대학교       | 2005년~2006년 |
| 제19대 | 백선기 | 성균관대학교     | 2006년~2007년 |
| 제20대 | 한진만 | 강원대학교       | 2007년~2008년 |
| 제21대 | 최양수 | 연세대학교       | 2008년~2009년 |
| 제22대 | 김현주 | 광운대학교       | 2009년~2010년 |
| 제23대 | 김훈순 | 이화여자대학교   | 2010년~2011년 |
| 제24대 | 송해룡 | 성균관대학교     | 2011년~2012년 |
| 제25대 | 강상현 | 연세대학교       | 2012년~2013년 |
| 제26대 | 유의선 | 이화여자대학교   | 2013년~2014년 |
| 제27대 | 윤석년 | 광주대학교       | 2014년~2015년 |
| 제28대 | 정채철 | 단국대학교       | 2015년~2016년 |
| 제29대 | 강형철 | 숙명여자대학교   | 2016년~2017년 |
| 제30대 | 김영찬 | 한국외국어대학교 | 2017년~2018년 |
| 제31대 | 주정민 | 전남대학교       | 2018년~2019년 |
| 제32대 | 한동섭 | 한양대학교       | 2019년~2020년 |
| 제33대 | 하주용 | 인하대학교       | 2020년~2021년 |
| 제34대 | 도준호 | 숙명여자대학교   | 2021년~2022년 |
| 제35대 | 강명현 | 한림대학교       | 2022년~2023년 |
| 제36대 | 전범수 | 한양대학교       | 2023년~2024년 |
| 제37대 | 최용준 | 전북대학교       | 2024년~       |

## 조직 및 구성원

### 이사회/감사
- 회장
- 부회장
- 총무이사
- 기획이사
- 연구이사
- 대외협력이사
- 감사

### 특별위원회
- "AI와 방송의 미래" 저술 특별위원회
- 지역미디어 특별위원회
- 차세대연구자 공동체 특별위원회
- AI시대 영상산업정책 특별위원회
- 제도개선위원회

## 학술지
- 《한국방송학보》 - 1990년에 창간하여 연6회(격월간) 발행하고 있다.[1]